# Ténifuge
Un ténifuge est un produit qui sert à éliminer les ténias.

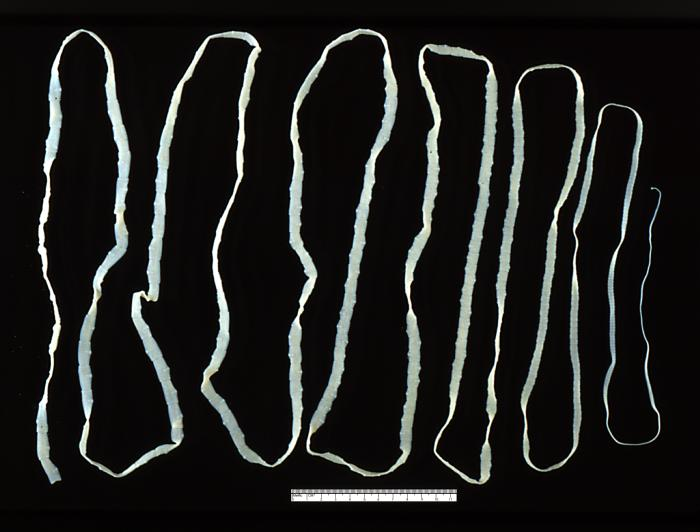
Un ver solitaire (Tænia saginata) émis par un patient, la réglette témoin mesure 11 cm.

## Un peu de vocabulaire
Étymologiquement et historiquement un ténifuge sert à expulser le ténia et non à le tuer (cas du ténicide). En effet le terme est construit à partir du grec taínia (bandelette, ruban, par analogie avec la forme du ver solitaire) suivi du suffixe latin fŭga (fuite, action de fuir),,,. L'Académie nationale de médecine française distingue clairement ténifuge et ténicide,. Seul le Centre national de ressources textuelles et lexicales est ambigu dans sa définition.

## Mode d'action
Un ténifuge agit en provoquant une réduction de la vitalité d'un vers parasite de l'intestin (cestode) et en facilite l'expulsion. Les cestodes étant des helminthes le ténifuge entre donc dans la classe des anthelminthiques aussi appelés vermifuges.
Les ténifuges sont utilisés en médecine humaine et en médecine vétérinaire. Chez l'homme ils sont utilisés contre les trois espèces de ténias causes de taeniasis : Taenia solium, Taenia saginata et Taenia asiatica.

## Molécules
Le taeniasis peut être traité au moyen d’une dose unique de praziquantel ou de niclosamide. L'albendazole est également utilisé en cas de coïnfection avec d'autres helminthes.